# Peervormig kalkkopje
Het peervormig kalkkopje (Physarum oblatum) is een slijmzwam behorend tot de familie Physaraceae. Het leeft saprotroof op hout van naaldbomen en struiken.

## Verspreiding
In Nederland komt het uiterst zeldzaam voor.